# Великий четверг
Вели́кий четве́рг (греч. Μεγάλη Πέμπτη) (Страстной четверг, Чистый четверг, Великий четверток) — в христианстве четверг Страстной недели (Великой седмицы), в который вспоминаются Тайная вечеря, на которой Иисус Христос установил таинство Евхаристии и совершил омовение ног учеников, молитва Христа в Гефсиманском саду и предательство Иуды.

## Православие
В Великий четверг совершается литургия Василия Великого, которая вдвойне связана с Тайной вечерей (вообще, как всякая литургия, и, в частности, как совершающаяся в день ежегодного воспоминания об этом событии). В связи со значительностью вспоминаемого события, литургия имеет ряд присущих только ей особенностей:
1. Литургия совершается после вечерни («полные» (то есть с евхаристическим каноном) литургии совершаются таким образом только в Великий четверг, Великую субботу и навечерия (сочельники) Рождества Христова и Богоявления), в связи с этим древние уставы даже разрешали приступать к евхаристии не натощак.
2. Предстоятели поместных церквей освящают свежесваренное миро. В России этот обряд совершается патриархом в Богоявленском соборе в Москве. Освящение мира в этот день связано с тем, что в древности крещение оглашенных совершалось в Великую субботу или Пасху.
3. После литургии совершается обряд «Умовения ног», напоминающий о том, что Христос на Тайной вечери умыл ноги апостолам. На практике обряд совершается только в кафедральных соборах (его совершает архиерей, который омывает ноги 12 священникам) и некоторых монастырях.
4. По византийской традиции совершается омовение престола, напоминающее о подготовке Петром и Иоанном сионской горницы к Тайной вечере.
5. В древности с литургией соединялись особые покаянные чины, в послевизантийской практике Афона и Русской Церкви в этот день совершалось общее елеосвящение.
6. В связи с особым воспоминанием Тайной вечери в этот день стремятся причаститься даже те христиане, кто сохраняет сложившуюся в синодальный период практику редкого причащения.
7. Общая трапеза после литургии имеет особый статус и чин, даже самые строгие уставы позволяют ради этого смягчение поста[2].

Литургия Великого четверга включает в себя то же песнопение, что и после одиннадцатого евангельского чтения, но также говорит об «убийцах Божиих, беззаконном народе иудейском» и, касаясь «собрания иудейского», приводит молитву: «…а Тебя, Праведника, осудили, обвинение в убийстве получив в удел. Но воздай им, Господи, воздаяние их, ибо тщетное против Тебя замыслили» («…и҆ тебѐ, првⷣнаго, ѡ҆сꙋ́диша, скве́рнагѡ ᲂу҆бі́йства грѣ́хъ наслѣ́довавше. Но да́ждь и҆̀мъ, гдⷭ҇и, воздаѧ́нїе и҆́хъ, ꙗ҆́кѡ тще́тнымъ на тѧ̀ поꙋчи́шасѧ»).
По народным повериям в этот день принято мыть и украшать жилище, красить яйца, печь куличи, купаться (отсюда «чистый четверг»).

### Утреня
Утреня совершается по чину великопостной, то есть после шестопсалмия поётся Аллилуйя со стихами. В Великие четверг и пятницу вместо Троичных тропарей троекратно поётся тропарь «Егда славные ученицы», напоминающий о страшной духовной, а затем и физической гибели Иуды, одного из Двенадцати, добровольно отказавшегося от апостольства:
Егда́ сла́внии ученицы́ / на умове́нии ве́чери просвеща́хуся, / тогда́ Иу́да злочести́вый / сребролю́бием неду́говав омрача́шеся, / и беззако́нным судия́м Тебе́, Пра́веднаго Судию́, предае́т. / Виждь, име́ний рачи́телю, / сих ра́ди удавле́ние употреби́вша! / Бежи́, несы́тыя души́, / Учи́телю такова́я дерзну́вшия; // И́же о всех Благи́й, Го́споди, сла́ва Тебе́.
Когда славные ученики просвещались при умовении (ног) на (Тайной) Вечере, тогда злочестивый Иуда, больной сребролюбием, омрачался и предал Тебя, Праведного Судию, беззаконным судиям. Посмотри на стяжателя богатства, из-за этого удавившегося. Беги от несытой души, (чтобы не уподобиться) Иуде, дерзнувшему (приступить) к Учителю. Благий о всех, Господи, слава Тебе.
Во время пения тропаря совершается по обычаю (отсутствующему в Типиконе) полное каждение храма и молящихся. После тропаря читается повествование о Тайной вечере в изложении Луки (Лк. 22:1-39).
В отличие от всех будних дней Великого поста, а также и предшествующих страстных дней (Великих понедельника, вторника и среды) канон утрени Великого четверга является полным, то есть содержит восемь песней. По первым словам первого ирмоса канон Великого четверга обычно называется «Сеченое сечется». В тропарях канона, автором которого является Косма Маюмский, последовательно раскрываются ветхозаветные прообразы Тайной вечери, повествуется о самоуничижении Христа, умывшего ноги апостолов, и обличается Иуда, уже решивший предать Христа и, тем не менее, простёрший руку к евхаристическому Хлебу.
После девятой песни канона молящиеся коленопреклонённо поют троекратно ексапостиларий-светилен — реминисценцию притчи о брачном пире:.
Черто́г Твой ви́жду, Спа́се мой, украше́нный, / и оде́жды не и́мам, да вни́ду в Онь: / просвети́ одея́ние души́ моея́, / Светода́вче, и спаси́ мя.
Вижу Твой украшенный (брачный) Чертог, Спаситель, но не имею (достойной) одежды, чтобы войти в Него. Просвети одежды души моей, Дарующий свет, и спаси меня.
Этот ексапостиларий уже исполнялся в три предыдущих дня, но именно в Четверг его символизм становится реальностью: по мысли толкователей, упоминаемый здесь чертог является горницей Тайной вечери, и христианам в последний раз перед участием в этой Трапезе предлагается ужаснуться собственной недостойности.
Основной темой стихир утрени «на хвалитех» и «на стиховне» является неблагодарность и корыстолюбие Иуды, авторы пытаются проникнуть в помраченную душу предателя, чтобы выяснить, где причина его отступничества. Характерный пример — третья стихира «на стиховне»:
Нрав твой льсти исполня́ется, беззако́нный Иу́до, / неду́гуя бо сребролю́бием, приобре́л еси́ человеконенавиде́ние. / А́ще бо бога́тство люби́л еси́, / почто́ ко Уча́щему о нищете́ прише́л еси́? / А́ще же и люби́л еси́, / вску́ю про́дал еси́ Безце́ннаго, / преда́в на убие́ние? / Ужасни́ся со́лнце, возстени́ земле́, / и дви́жащися возопи́й: // незло́биве Го́споди, сла́ва Тебе́.
Беззаконный Иуда, твой нрав переполняется ложью. До этого ты был болен сребролюбием, а теперь ещё и человеконенавистничеством. Если ты любил богатство, зачем пришёл к Учащему о блаженстве нищеты? Если ты любил богатство, как мог ты так дёшево продать Безценного на убиение? Ужаснись, солнце, стенай и потрясись, земля, взывая: Незлобивый Господи, слава Тебе!
К утрене присоединяется последование первого часа, особенностью которого является чтение паремии из пророка Иеремии (Иер. 11:18-23 и Иер. 12:1-15). Паремия содержит жалобу Иеремии на его сограждан — жителей Анафофа, решивших убить пророка, и Божественный ответ о долготерпении и милосердии. Этот текст традиционно считается одним из ветхозаветных пророчеств о страстях Христовых.

### Литургия
Литургия Василия Великого соединяется с вечерней, как в связи с временем вспоминаемых событий, так и по древнему обычаю, по которому литургия в важные постные дни совершалась вечером, то есть после разрешения поста. Поскольку литургия сама по себе вводит участников в основную богослужебную тему дня — Тайную вечерю, стихиры на «Господи, воззвах» (они же являются стихирами «на хвалитех» утрени) посвящены второй, не менее важной, теме — предательству Иуды. Самой известной является последняя (входная) стихира, проводящая параллель между Иудой и неблагодарными израильтянами, роптавшими на Бога во время путешествия по пустыне:
Рожде́ние ехи́днов вои́стину Иу́да, / я́дших ма́нну в пусты́ни, / и ро́пщущих на Пита́теля: / еще́ бо бра́шну су́щу во усте́х их, / клевета́ху на Бо́га неблагода́рнии: / и сей злочести́вый, небе́сный Хлеб во усте́х нося́й, / на Спа́са преда́тельство соде́ла. / О нра́ва несы́тнаго, и де́рзости безчелове́чныя! / Пита́ющаго продае́т, и Его́же любля́ше Влады́ку, предая́ше на смерть: / вои́стину о́нех сын беззако́нный, / и с ни́ми па́губу насле́дова. / Но пощади́, Го́споди, ду́шы на́ша от та́коваго безчелове́чества, // Еди́не в долготерпе́нии неизрече́нный.
Иуда был воистину порождение тех ехидн, которые ели манну в пустыне и роптали на Питавшего их. Ещё имея в устах пищу (данную Богом), они (евреи), неблагодарные, хулили Бога, а он (Иуда), злочестивый, нося в устах Небесный Хлеб, предал Спасителя. О ненасытный нрав, о бесчеловечная дерзость! Продаёт Питающего его и предаёт на смерть Того, Кого прежде любил. Воистину Иуда - беззаконный сын тех (неблагодарных евреев), и вместе с ними наследует погибель.
После вечернего входа и «Свете тихий» читаются три паремии:
- Исх. 19:10-19 — Моисей готовит Израиля к предстоянию Богу на горе Хорив, в третий день Бог нисходит на гору и говорит оттуда с пророком;
- Иов. 38:1-23 и Иов. 42:1-5 — Бог говорит с Иовом;
- Ис. 50:4-11 — пророчество о страстях Христовых.

При кажущемся многообразии сюжетов паремий они предваряют вспоминаемую в этот день Тайную вечерю.
- Отрывок из Книги Исход напоминает христианам, что однажды народ Божий в страхе и трепете уже предстоял недоступному и непостижимому Богу, в то время, как на Тайной Вечери тот же самый Бог Сам снизошёл к апостолам и дал им Свои Тело и Кровь.
- Вторая паремия напоминает, что после долгих богоисканий Иова и попыток построения теодицей его друзьями Бог Сам явился Иову и говорил с ним. В присутствии Его все вопросы и недоумения рассеялись: на вопрос Бога «Кто сей, омрачающий Провидение словами без смысла?» (Иов. 38:2) Иов отвечает: «Я слышал о Тебе слухом уха; теперь же мои глаза видят Тебя; поэтому я отрекаюсь и раскаиваюсь в прахе и пепле» (Иов. 42:5-6). Евхаристия даёт верующему возможность личной встречи с Богом.
- Третья паремия представляет собой пророчество Исайи о страданиях и торжестве Христа: «Я предал хребет Мой биющим и ланиты Мои поражающим; лица Моего не закрывал от поруганий и оплевания (Ис. 50:6)…Кто из вас боится Господа, слушается гласа Раба Его? Кто ходит во мраке, без света, да уповает на имя Господа и да утверждается в Боге своем» (Ис. 50:10)

В следующем за паремиями апостольском чтении (1Кор. 11:23-32) верующим напоминается о том, к какому великому и страшному таинству они дерзают приступать. Евангельское чтение Великого четверга включает в себя Мф. 26:1-75 (со вставками Лк. 22:43-45 и Ин. 13:3-17) охватывает следующие события:
- планы первосвященников убить Иисуса,
- вечеря в Вифании и помазание Иисуса миром,
- планы Иуды о предательстве
- умовение Иисусом ног учеников,
- собственно Тайная вечеря,
- предсказание об отречении Петра,
- молитва в Гефсимании,
- арест Иисуса и предательство Иуды,
- суд синедриона над Иисусом и Его избиение,
- передача Иисуса синедрионом Пилату,
- отречение Петра.

Особенностью собственно литургии является исполнение особого песнопения «Вечери Твоея тайныя» вместо Херувимской песни, причастного стиха, «Да исполнятся уста наша» и во время причащения мирян.
Ве́чери Твоея́ та́йныя днесь, / Сы́не Бо́жий, / прича́стника мя приими́; / не бо враго́м Твои́м та́йну пове́м, / ни лобза́ния Ти дам, я́ко Иу́да, / но я́ко разбо́йник испове́даю Тя: // Помяни́ мя, Го́споди, во Ца́рствии Твое́м.
Сын Божий, прими меня сегодня как причастника Твоей Тайной вечери. Не предам тайны Твоим врагам, не поцелую Тебя, как Иуда. Но подобно (благоразумному) разбойнику исповедаю Тебя: Помяни меня, Господи, во Царствии Твоём.
После заамвонной молитвы по уставу полагается обряд умовения ног (В Русской церкви совершается при архиерейском служении в кафедральных соборах и в некоторых монастырях). При этом читается соответствующий текст из Евангелия от Иоанна (Ин. 13:1-17)

### Евангелия Страстей Христовых
«12 Евангелий Святых Страстей Христовых» — православное богослужебное чтение утрени Великой пятницы (в приходской практике совершается вечером в Великий Четверг). Состоит в последовательном чтении двенадцати отрывков из всех четырёх Евангелий, подробно повествующих о последних часах земной жизни Спасителя, начиная с его прощальной беседы с учениками после Тайной Вечери и кончая его погребением во гробе Иосифа Аримафейского.
Страстные Евангелия:
1. Иоанна 13:31-38 по Иоанна 18:1 (Прощальная беседа Спасителя с учениками и Его молитва за них)
2. Иоанна 18:1-28 (Взятие Спасителя в саду Гефсиманском и страдания Его у первосвященника Анны)
3. Матфея 26: 57-75 (Страдание Спасителя у первосвященника Каиафы и отречение Петра)
4. Иоанна 18:28-40; 19:1-16 (Страдание Господа на суде у Пилата)
5. Матфея 27:3-32 (Отчаяние Иуды, новые страдания Господа у Пилата и осуждение Его на распятие)
6. Марка 15:16-32 (Ведение Господа на Голгофу и Его крестные страдания)
7. Матфея 27:34-54 (Продолжение повествования о крестных страданиях Господа, чудесные знамения, сопровождавшие Его смерть)
8. Луки 23:32-49 (Молитва Спасителя со креста за врагов и раскаяние благоразумного разбойника)
9. Иоанна 19: 25-37 (Слова Спасителя со креста к Богородице и ап. Иоанну и повторение сказания об Его смерти)
10. Марка 15: 43-47 (Снятие тела Господа со креста)
11. Иоанна 19:38-42 (Участие Никодима и Иосифа в погребении Спасителя)
12. Матфея 27:62-66 (Приставление стражи ко гробу Спасителя и запечатание гроба)

Чтению, совершаемому перед крестом, предшествует полное каждение храма (малым каждением сопровождается каждое чтение, кроме двенадцатого — перед ним вновь совершается полное каждение). Священнослужители и народ стоят в это время с зажжёнными свечами, изображая тем самым, что слава и величие не покидали Спасителя и во время крестных страданий, а также уподобляясь мудрым девам, вышедшим со светильниками навстречу жениху. После утрени, по благочестивому обычаю, верующие, не гася, приносят эти свечи домой, а затем делают на косяках дверей знак креста четверговым огнём и сохраняют его в лампадах до Пасхи.

## Католицизм

### Римский обряд

#### Месса освящения мира и благословения елея
В приходских храмах латинского обряда утром в Великий четверг мессы не совершается. Вместо этого в кафедральных соборах утром служится месса освящения мира и благословения елея (Ad Missam Chrismatis), которую обязательно совершает епископ, и на которой присутствуют все священники епархии. Во время этой мессы священники обновляют свои обеты, принесённые ими при рукоположении. В некоторых случаях, когда епархия занимает достаточно большую по площади территорию (как, например, в России), эта месса переносится на один из предшествующих дней. Это делается с тем, чтобы священники из отдалённых приходов успели к Великому четвергу вернуться в свой храм и отслужить вечернюю мессу воспоминания Тайной Вечери в своём приходе.
Месса освящения мира и благословения елея открывается начальными обрядами и коллектой, после которой епископ обращается к священникам епархии и собранию с проповедью. По окончании проповеди проходит обряд обновления священнических обетов — епископ троекратно обращается к священникам с вопросом, желают ли они обновить свои обеты, уподобиться Христу, быть верными служителями тайн Божиих и верно осуществлять священническое наставничество. Священники отвечают: «Желаем». После этого епископ обращается к народу с призывом молиться о священниках и о нём самом, на что народ отвечает: «Христе, услышь нас. Христе внемли нам».
На литургии читаются Ис. 61:1—3, 8, 9 — пророчество Исаии «Дух Господа Бога на Мне», Откр. 1:5—8 — свидетельство Иоанна Богослова об Иисусе и Лк. 4:16—21 — фрагмент Евангелия от Луки, где Иисус читает пророчество Исаии в синагоге Назарета.
На этой мессе не бывает всеобщей молитвы, за Литургией Слова следует принесение елея. Четыре служителя последовательно выносят к алтарю бальзам для приготовления мира, елей катехуменов, елей больных и елей для приготовления мира. За служителями верные из числа прихожан выносят хлеб, вино и воду для совершения евхаристии.
После этого обычным путём проходит Евхаристическая литургия, после чего следует обряд благословения елея и освящения мира (может также проводиться сразу после принесения елея перед Евхаристической литургией). Епископ благословляет елей больных, который затем будет использоваться в таинстве соборования, елей катехуменов, который применяется для помазания новокрещённых и приступает к освящению мира. В молчании епископ вливает бальзам в елей, призывает собрание к молитве, дует в отверстие сосуда с миром и с простёртыми руками читает молитву освящения. Все сослужащие священники простирают правую руку к сосуду с миром и стоят так до окончания молитвы освящения.

#### Месса воспоминания Тайной вечери
Вечер Великого четверга открывает собой Пасхальное триденствие. Во всех храмах совершается месса воспоминания Тайной вечери (Missa vespertina in Cena Domini). На этой мессе празднуется установление Христом таинства Евхаристии, а также совершается обряд омовения ног. Частные мессы в этот день не разрешены, и в одном приходе должна совершаться лишь одна месса Тайной вечери (это не относится к ситуациям, когда несколько приходов делят одно церковное здание). Это делается для того, чтобы все прихожане участвовали в одной Литургии, подчёркивая тем самым значение Евхаристии как «таинства единства». В древности на этой мессе в Церковь принимались кающиеся, отлучённые от Церкви на длительный период и принесшие должное покаяние. Также после мессы воспоминания Тайной Вечери может служится особое богослужение Страстной недели «Tenebrae» (Тёмная полунощница), которое в настоящее время является необязательным.
После начальных обрядов и входного песнопения исполняется гимн «Слава в вышних Богу», причём исполнение сопровождается колокольным звоном. После окончания гимна смолкают орган и колокола, которые не используются до самой мессы навечерия Пасхи вечером Великой субботы.
Коллекта мессы воспоминания Тайной вечери:

Боже, мы празднуем Священнейшую Вечерю, на которой Единородный Твой Сын, прежде чем предать Себя на смерть, заповедал Церкви новую вечную жертву и пир Своей любви. Молим Тебя, дай нам обрести в столь дивной Тайне полноту любви и жизни. Через Господа нашего Иисуса Христа, Сына Твоего, Который с Тобою живёт и царствует в единстве Святого Духа, Бог во веки веков.

Чтения этой мессы включают Исх. 12:1—8, 11—14 — ветхозаветное установление Пасхи, 1Кор. 11:23—26 — описание апостолом Павлом Тайной Вечери и Ин. 13:1—15 — фрагмент Евангелия от Иоанна, где Иисус умывает ноги ученикам.
Затем проходит обряд омовения ног. Священник, предстоятельствующий на литургии, омывает ноги 12 прихожанам, тем самым следуя примеру Христа, омывшего ноги своим ученикам. Во время обряда хор исполняет особые антифоны. Также есть обычай в знак братской любви собирать в этот день пожертвования в пользу бедных и нуждающихся. За омовением ног следует Всеобщая молитва.
Евхаристическая литургия проходит обычным порядком, но часть разделов анафоры изменяется, туда добавляются тексты, посвящённые воспоминанию Тайной Вечери.
Причастное песнопение мессы воспоминания Тайной вечери:

Это есть Тело, которое за Вас будет предано; это чаша есть новый завет в Моей Крови, — говорит Господь. — Всякий раз, когда будете пить её, творите это в Моё воспоминание.

На этой мессе освящается такое количество литургического хлеба, чтобы Святых Даров было достаточно для причащения верных и в этот день и в день Великой пятницы (когда Евхаристия не совершается). Причащение народа на мессе воспоминания Тайной вечери проходит обязательно под двумя видами.
По окончании Евхаристической Литургии Святые Дары переносятся с главного алтаря в боковой, так называемую «темницу», что символизирует арест и заключение под стражу Христа. Священник, поместив дароносицу на алтарь, преклоняет колени и трижды совершает каждение Даров. Затем, приняв наплечный плат (гумерал), берёт в руки дароносицу, накрыв её концами плата. Процессию от алтаря к боковой часовне возглавляет диакон, несущий крест. Перед дароносицей идут министранты с кадилом и зажжёнными свечами. Во время процессии поётся литургический гимн «Возвеличим велегласно» (Pange lingua). После переноса священник и служители некоторое время молятся перед Дарами в тишине, затем также в тишине удаляются в ризницу. С алтаря снимаются все покровы, все кресты в храме покрываются тканью.

### Амвросианский обряд
Богослужения Великого четверга содержали ряд особенностей. Ещё в XII веке архиепископ Милана читал молитву над тремя потомками прокажённого, исцелённого Амвросием Медиоланским. После этого процессия с пением 118 псалма шла в другой храм, где архиепископ облачал одного из троих в новые одежды, умывал и целовал ему ноги, совершал в его присутствии мессу.
В этот же день совершалось приготовление мира, умовение архиепископом ног священникам, диаконам, певчим и чтецам, а также таинство покаяния. В качестве чтений предлагались тексты из Премудрости Соломоновой, книг пророков Даниила и Ионы. После Евангелия пелась молитва Иоанна Златоуста «Вечери Твоя тайныя» (см. выше).
Литургические реформы Павла VI значительно изменили структуру амвросианского Великого четверга. Так в своём нынешнем виде утренняя месса освящения мира полностью заимствована из реформированного римского чина. Для вечерней мессы воспоминания Тайной Вечери сохранены оригинальные для амвросианского обряда чтения из пророка Даниила (Дан. 13:1-64 — история Сусанны) и книги Премудрости Соломона (Прем. 2:12-24) и (Прем. 3:1-8).

## Древневосточные церкви

### Армянский обряд
Богослужения Великого четверга связаны с воспоминанием Тайной вечери. На утрене читается Ин. 12:27-43 (последняя публичная проповедь Иисуса в Иерусалиме), на третьем часе совершается чин покаяния, вечером — умовение ног. На литургии в качестве паремий предлагаются Быт. 22:1-18 (жертва Авраама), Ис. 61:1-11 (пророчество Исайи: «Дух Господень на Мне…»), затем поучение апостола Павла о вечере Господней (1Кор. 11:23-32) и евангельский текст о Тайной вечере (Мф. 26:17-30).

### Западно-сирский обряд
По традиции должна совершаться литургия с освящением мира и умовением ног. В современной практике обряд умовения ног совершается вечером, отдельно от литургии, а освящение мира происходит в один из предшествующих дней Великого поста.

### Восточно-сирийский обряд
В Ассирийской церкви Востока и Халдейской церкви Великий четверг называется Четвергом Пасхи и не принадлежит Великому посту. В этот день совершается торжественная литургия Нестория (один из пяти дней в году). В качестве паремий предлагаются отрывки из книг Исход (Исх. 12:1-20 — заповедь Моисею и Аарону о ветхозаветной Пасхе) и пророка Захарии (Зах. 9:9-12, Зах. 11:12-13, Зах. 12:9-14, Зах. 13:7-9 — пророчества: «Царь твой грядет к тебе…сидящий на ослице и на молодом осле, сыне подъяремной»; о 30 сребренниках, «воззрят на Него, Которого пронзили»; «порази пастыря, и рассеются овцы» соответственно). Апостольское чтение выбрано из поучения апостола Павла о вечере Господней, евангельское — составное, повествующее о Тайной вечере.

## Народные традиции
О нецерковных обычаях Великого четверга — «греть покойников» и класть под престол храма соль для освящения — сообщает один из вопросов Стоглавого собора 1551 года:

А в Великий четверток по рану солому палят, и кличут мертвых, некоторые же невейгласы попы в Великий четверток соль под престол кладут, и до седьмаго четверга по Велице дни тамо держат, и ту соль дают на врачевание людем и скотом.
Ответ собора осудил такие практики, квалифицировав их как «эллинское» (языческое) заблуждение и «еретическую хулу». Тем не менее, в Малороссии традиция освящать четверговую соль в храме встречалась и в XIX веке, а в некоторых храмах РПЦ практикуется до сих пор. Некоторые современные священнослужители РПЦ называют «четверговую соль» «языческим предрассудком» и «околоцерковным суеверием».
В крестьянской среде Чистому четвергу, как и ко всей Страстной неделе были приурочены очистительные обряды. У восточных славян их исполняли в основном в Чистый четверг, в западной Славии — главным образом в Страстную пятницу. Такие обряды и обычаи затрагивали человека и его здоровье, пищу и посуду, а также жилище и примыкающее к нему культурное пространство.
Некоторые обряды были связаны с добыванием нового, молодого, «живого» огня взамен старого, изжившего себя и потерявшего силу. Для этого обычно приносили домой с вечернего богослужения «Двенадцати страстны́х Евангелий» горящую свечу, от которой зажигали лампады и огонь в печи. Иногда огонь добывался архаичным способом — его вытирали женатые мужчины при помощи деревянных палки и плашки. Огню, добытому в Великий четверг, приписывалась большая магическая сила. Та же магическая, целительная и защитная сила приписывалась и испечённому в этот день хлебу, и особо приготовленной соли. Многие ритуалы Великого четверга были связаны с «магией первого дня» и нацелены на удачу в личной жизни, хорошие урожаи, благополучие скота, защиту дома и крестьянского двора от злых сил и т. д.
Удмурты ранним утром Великого четверга тайком ходили за «новой» или «сумеречной водой» (акшан ву), которую зачерпывали по течению родника и считали святой. Ею умывались от сглаза, обрызгивали дом и скот.
У бесермян и северных удмуртов дети в Великий четверг ходили по домам и собирали цветные нитки и лоскутки ткани, которые повязывали на запястье, а затем делали из них кукол. У бесермян нитки носили на руке до праздника начала весеннего сева, когда их бросали в воду, полагая, что они унесут болезни.
У марийцев Великий четверг назывался Сорта («свеча») и считался первым поминальным днём в году.